# .sa
.sa és el domini de primer nivell territorial (ccTLD) en alfabet llatí de l'Aràbia Saudita. Es poden registrar dominis d'aquest tipus mitjançant el SaudiNIC, que és un departament de la Comissió de Comunicacions i Tecnologia de la Informació. El domini de primer nivell internacionalitzat, en alfabet àrab de l'Aràbia Saudita és السعودية.
Les categories de segon nivell sota les quals es poden fer registres són:
- com.sa: entitats comercials i marques registrades
- edu.sa: institucions educatives
- sch.sa: escoles primàries i secundàries
- med.sa: serveis de salut (hospitals, clíniques, etc.)
- gov.sa: entitats governamentals
- net.sa: serveis relacionats amb Internet (ISPs, web hosting, portals, etc.)
- org.sa: organitzacions sense ànim de lucre
- pub.sa: entitats o particulars que no càpiguen a les altres categories, incloent-hi noms personals.

## Codi de país internacionalitzat
Aràbia Saudita fou un dels primers països que va sol·licitar els codis de primer nivell internacionalitzats autoritzats per la Internet Corporation for Assigned Names and Numbers (ICANN) el 2009. El gener de 2010, la ICANN va anunciar el ccTLD internacionalitzat saudita (xn--mgberp4a5d4ar, السعودية), un dels primers quatre que van passar l'avaluació ràpida de la cadena dins del procés de sol·licitud de domini.